# 芸術文化観光専門職大学の人物一覧
芸術文化観光専門職大学の人物一覧は芸術文化観光専門職大学に関係する人物の一覧記事。

## 著名な教職員

### 芸術文化・観光学部
- 河村竜也（講師） - 舞台芸術・アートプロデュース・アートマネジメント
- 木田真理子（准教授） - コンテンポラリーダンス・身体コミュニケーション
- 田上豊（助教） - 演劇・劇作・演出・演劇教育・表現ワークショップ
- 平田オリザ（教授・学長） - 演劇・演劇的手法を取り入れたコミュニケーション教育